# Wang Xiaoming (Geiger)
Wang Xiaoming (* 1982 in China) ist ein chinesischer Geiger.

## Leben
Wang Xiaoming begann im Alter von vier Jahren mit dem Geigenspiel. Er studierte über zehn Jahre hinweg Violine als Konzertfach am Zentral-Konservatorium Peking bei Professor Xu Lu. Wang wurde vom Herbert von Karajan Centrum und von Gerhard Schulz an der Universität für Musik und darstellende Kunst Wien gefördert.
Wang Xiaoming war mehrfacher Teilnehmer beim Verbier Festival in der Schweiz. 2008 wurde Wang 1. Violinist des Orchesters der Oper Zürich. Gemeinsam mit Bartek Nizioł (Violine), David Greenlees (Viola) und Alexander Neustroev (Cello) gründete er 2009 das Berlinsky Quartett. 2010 wurde er als Nachfolger von Bartek Nizioł erster Geiger beim Stradivari Quartett. Xiaoming Wang spielt dort bis August 2019 die Stradivari „Aurea“ aus dem Jahr 1715.

## Auszeichnungen
Wang Xiaoming erhielt erste Preise beim Stephanie-Hohl-Wettbewerb sowie beim Mi-Do-Violin-Wettbewerb. Sonderpreise wurden ihm zuteil beim Leopold Mozart-Wettbewerb sowie der Bärenreiter-Urtextpreis beim Österreichischen Musikwettbewerb (2006) des Konservatoriums Wien.